# Агнесе Густмане
Агнесе Густмане (латис. Agnese Gustmane, до шлюбу Блумберга, латис. Blumberga нар. 9 квітня 1971, Рига, Латвійська РСР) — радянська і латвійська тенісистка і тенісна тренерка. Гравчиня збірної Латвії в Кубку Федерації, учасниця Олімпійських ігор 1992 року.

## Спортивна кар'єра
Почала грати в теніс у 8 років. Тренувалася у Дайго Юшки, представляла клуб «Даугава». У 1985 році в складі молодіжної збірної СРСР виграла Кубок Європи.
В кінці 1980-х і початку 1990-х років виграла два турніри жіночого туру ITF в одиночному розряді і вісім в парному. У 1991 році єдиний раз виступила в основній сітці турніру Великого шолома, пройшовши до другого кола Відкритого чемпіонату Франції в парі з німкенею Кароліною Шнайдер. Кращі місця в рейтингу WTA - в середині другої сотні як в одиночному, так і в парному розряді.
Після здобуття Латвією незалежності багаторазово вигравала національний чемпіонат. У 1992 році представляла Латвію в тенісному турнірі Олімпійських ігор в Барселоні, в одиночному розряді пробившись до другого раунду, а в парному програвши вже в першій зустрічі . З того ж року виступала в складі збірної Латвії в Кубку Федерації, до 1998 року провела 20 матчів, здобувши 6 перемог в 12 зустрічах в одиночному розряді і 11 перемог в 17 зустрічах в парному. У 1993 році виграла з командою Європейсько-Африканську групу і дійшла до другого раунду Світової групи, в тому числі принесла два очки в матчі першого раунду проти бельгійок.
Після закінчення ігрової кар'єри працювала тренеркою в Німеччині, багато років співпрацювала з гамбурзьким клубом «Альстеркуелле» і тенісним клубом Кальтенкірхена.

## Фінали за кар'єру

### Фінали турнірів ITF в одиночному розряді (2-2)
| Легенда            |
| ------------------ |
| 100 000 USD (0)    |
| 75 000 USD (0)     |
| 50 000 USD (0)     |
| 25 000 USD (1 + 4) |
| 10 000 USD (1 + 4) |

| Результат | №  | Дата            | Турнір               | Покриття | Суперниця у фіналі | Рахунок у фіналі |
| --------- | -- | --------------- | -------------------- | -------- | ------------------ | ---------------- |
| перемога  | 1. | 24 вересня 1989 | Макарська, СФРЮ      | Ґрунт    | Наталі Чан         | 4-6, 7-5, 6-3    |
| поразка   | 1. | 15 липня 1990   | Еттенгайм, ФРН       | Ґрунт    | Анушка Попп        | 5-7, 6-3, 6-7    |
| перемога  | 2. | 5 серпня 1990   | Реда-Віденбрюкк, ФРН | Ґрунт    | Катя Ельеклаус     | 3-6, 6-4, 6-4    |
| поразка   | 2. | 26 квітня 1992  | Барі, Італія         | Ґрунт    | Сандра Допфер      | 2-6, 3-6         |

### Фінали турнірів ITF в парному розряді (8-4)
| Результат | №  | Дата               | Турнір                     | Покриття  | Партнерка           | Суперниці в фіналі                    | Рахунок в фіналі |
| --------- | -- | ------------------ | -------------------------- | --------- | ------------------- | ------------------------------------- | ---------------- |
| Перемога  | 1. | 27 серпня 1989 р.  | Гехінген, ФРН              | Ґрунт     | Юлія Сальнікова     | Каталіна Бернстейн Анніка Нарбе       | 6-1, 6-2         |
| Перемога  | 2. | 24 вересня 1989 р. | Макарска, СФРЮ             | Ґрунт     | Катержина Кроупова  | Ева Меліхарова Івана Янковська        | 6-1, 6-4         |
| Поразка   | 1. | 22 жовтня 1989 р.  | Супетар, СФРЮ              | Ґрунт     | Світлана Комлева    | Ева Меліхарова Івана Янковська        | 2-6, 3-6         |
| Перемога  | 3. | 3 грудня 1989 р.   | Будапешт, Угорщина         | Килим (i) | Таня Хаушильдт      | Александра Ніпел Кароліна Шнайдер     | 6-3, 1-6, 6-1    |
| Перемога  | 4. | 15 квітня 1990 р.  | Барі, Італія               | Ґрунт     | Барбара Ріттнер     | Яюк Басукі Сузанна Вибово             | 6-4, 4-6, 6-2    |
| Поразка   | 2. | 15 липня 1990 р.   | Еттенгайм, ФРН             | Ґрунт     | Євгенія Манюкова    | Ева Пфафф Река Сіксаі                 | 3-6, 1-6         |
| Перемога  | 5. | 22 липня 1990 р.   | Дармштадт, ФРН             | Ґрунт     | Євгенія Манюкова    | Симона Схілдер Андреа Тьєссі          | 6-4, 6-4         |
| Поразка   | 3. | 5 серпня 1990 р.   | Реда-Віденбрюкк, ФРН       | Ґрунт     | Віктоія Мильвидська | Петра Голубова Сільвія Штефкова       | 4-6, 4-6         |
| Поразка   | 4. | 28 липня 1991 р.   | Шварцах-ім-Понгау, Австрія | Ґрунт     | Хайди Шпрунг        | Каріна Габшудова Катаріна Студеникова | 3-6, 1-6         |
| Перемога  | 6. | 4 квітня 1993 р.   | Мулен, Альє, Франція       | Хард      | Яна Поспішилова     | Ізабель Демонжо Катрін Сюір           | 3-6, 6-2, 6-4    |
| Перемога  | 7. | 30 травня 1993 р.  | Барселона, Іспанія         | Ґрунт     | Катажина Теодорович | Робін Модслі Шеннон Пітерс            | 7-62, 6-2        |
| Перемога  | 8. | 24 жовтня 1993 р.  | Фленсбург, Німеччина       | Килим(i)  | Євгенія Манюкова    | Таня Карстен Міхаела Зайбольд         | 6-3, 6-1         |